# 自由ケベック万歳!
自由ケベック万歳!（フランス語: Vive le Québec libre!  発音: [vivᵊ ləkebɛk ˈlibʁᵊ]）は、モントリオール万国博覧会のためにカナダのケベック州モントリオールを訪問したフランス大統領のシャルル・ド・ゴールが、1967年7月24日にモントリオール市庁舎のバルコニーにおいて行った演説の中で繰り返した絶叫である。カナダ首相のレスター・B・ピアソンもこの演説に反論して「カナダ人は解放される必要など無い! 」と強い憤りを表明し、両国間の緊張を引き起こした。ド・ゴールの演説は半世紀以上経過した今日のフランスとカナダの関係にも暗い影を落とし続けている。

## 背景

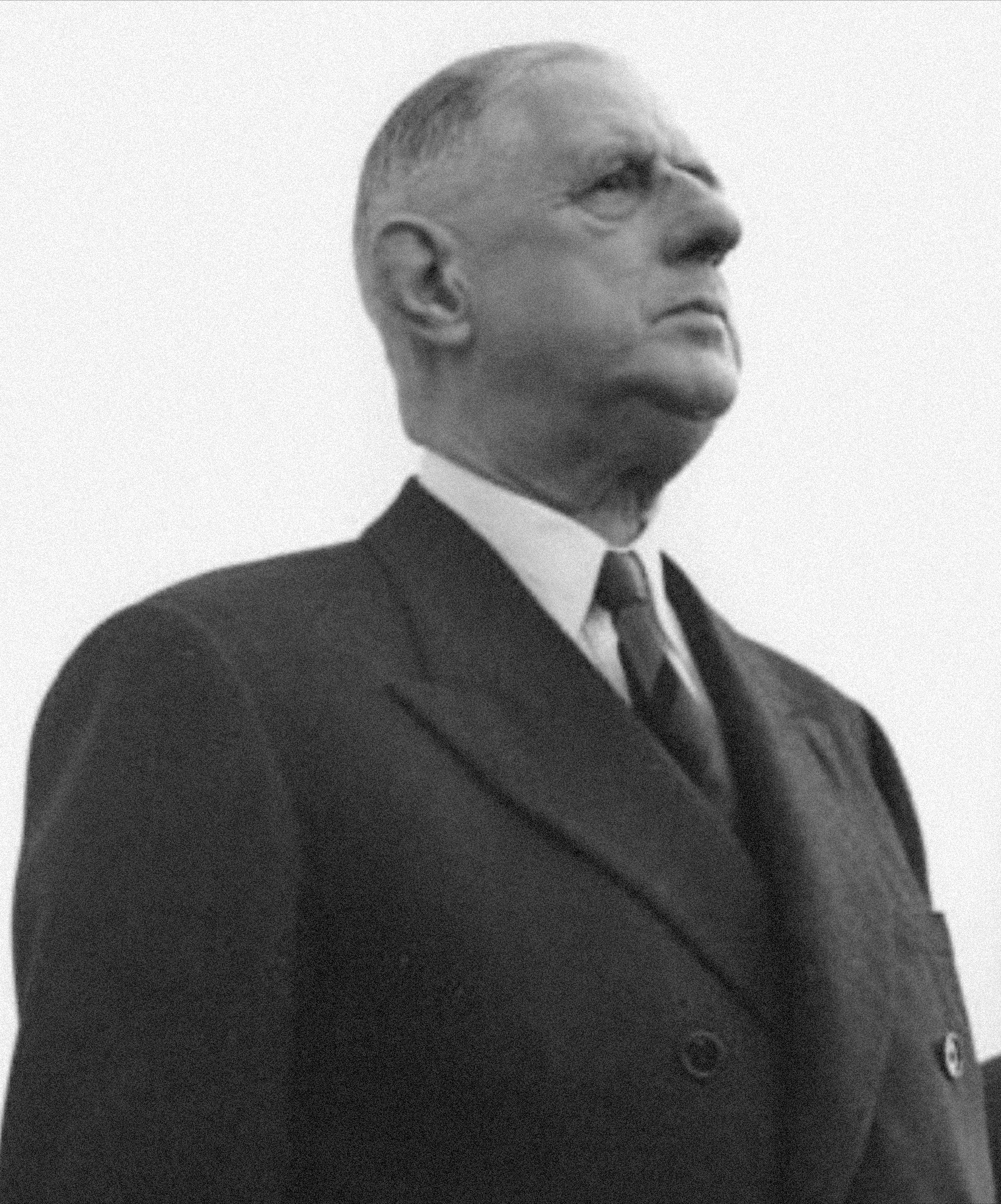
フランス大統領シャルル・ド・ゴール

フランス大統領シャルル・ド・ゴールが到着する以前からカナダ連邦政府は彼の訪問を不安視していた。1967年3月のカナダ総督ジョルジュ・ヴァニエの葬儀にフランス政府は高いレベルの代表者を送らなかった。ヴァニエ総督と総督の妻ポリーヌ・ヴァニエはド・ゴールとは彼が1940年にイギリスのロンドンに亡命して以来、親しい付き合いをしていたために、注目されることとなった。同年4月にはカナダで開催された第一次世界大戦のヴィミーリッジの戦いの戦勝50周年記念式典にド・ゴールは出席しなかった。
カナダ首相レスター・B・ピアソンは外務大臣ポール・マーティンをフランスとの関係の修復を目的としてパリのド・ゴールの元へ派遣した。モントリオール・ガゼット紙はこの演説から45年後に、第二次世界大戦末期の1944年夏にパリに移転したフランス共和国臨時政府の存在を当時のカナダ首相マッケンジー・キングが軽視して承認を渋っていたことにド・ゴールが苛立っていたのではないかと推測している。
モントリオール万国博覧会開催に伴う外交儀礼の一環として、ド・ゴールと、博覧会に展示物が置かれるすべての国の指導者が1967年春から夏までの期間にカナダを訪問するために招待された。
ド・ゴールが搭乗したフランス海軍の防空巡洋艦『コルベール』はケベック州の州都ケベック・シティーを目指し、時間を掛けて航海した。ケベック・シティーでは、集まった群衆がカナダの新総督ローランド・ミッチェナーが到着する際に演奏された『ゴッド・セイヴ・ザ・クイーン（女王陛下万歳）』に対してブーイングを浴びせる一方で、ド・ゴールには熱烈な喝采を浴びせた。ド・ゴールは演説の中で、フランスがケベック州との結び付きを強化していることについて語り、ケベック独立運動への支援を示唆した。

## 演説

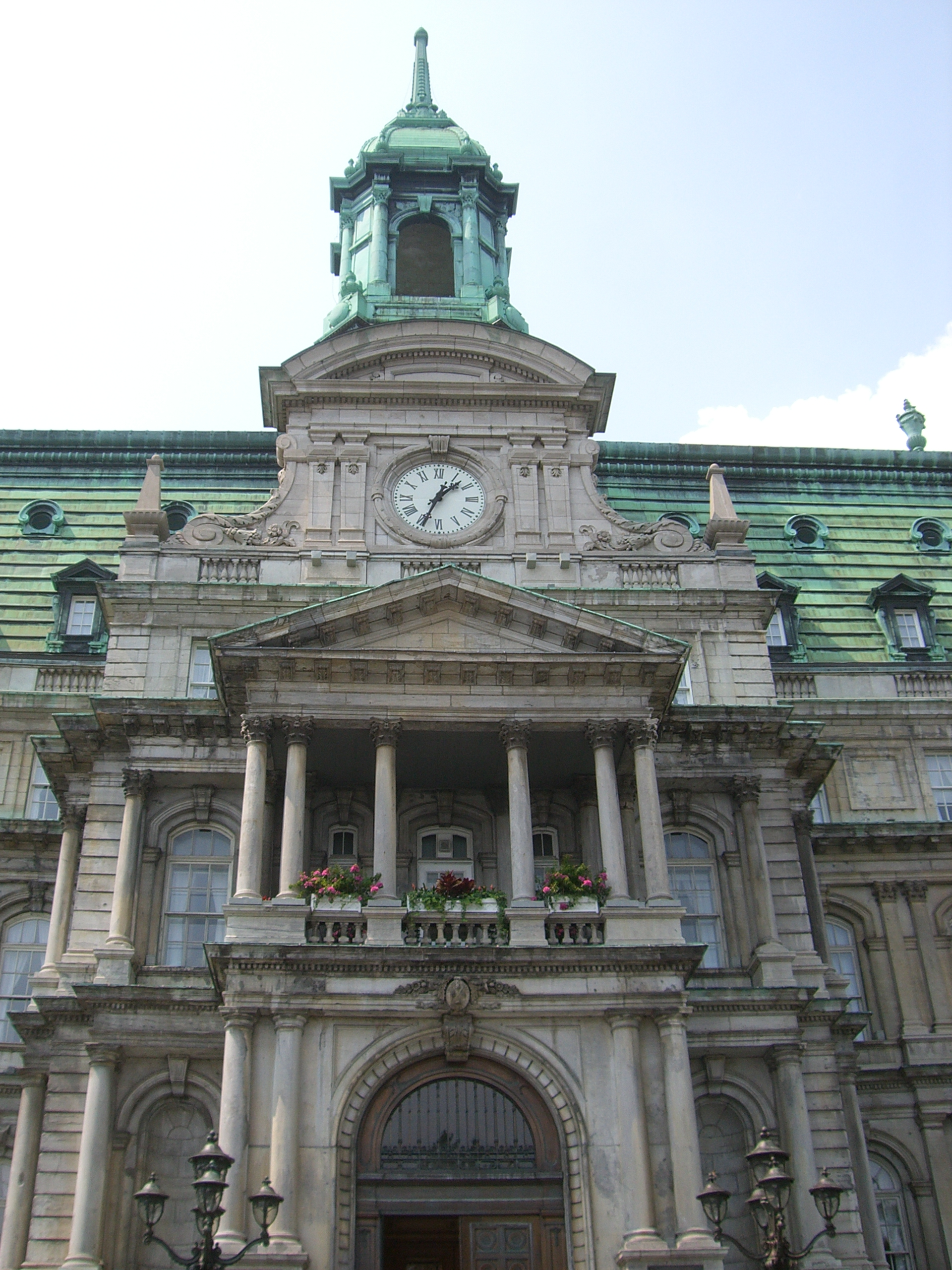
ド・ゴールが演説を行ったモントリオール市庁舎のバルコニー

7月15日、ド・ゴールは『コルベール』に搭乗する前に、グザヴィエ・ドニオーに「あちらで彼らは私の話を聞き、波乱が巻き起こるであろう」と語った。また、義理の息子アラン・ド・ボワシューに「私は強力な一撃を与えようと考えている。興奮する事態になるであろう。だが、必要なことである。臆病なフランスを正す最後のチャンスである」と打ち明けた。7月24日にモントリオールに到着し、モントリオール市庁舎の主ジャン・ドラポー市長と同伴したダニエル・ジョンソン州首相が彼を迎え入れた。ド・ゴールはドラポーに「私は必要としている人達のために演説をしなければならない」と述べた。群衆はド・ゴールの名を繰り返し叫んだが、彼はその日の夕方に演説することが予定されていなかった。デイル・C・トムソンは複数のフランス高官と個人的に面談し、発見した文書から出した結論として、ド・ゴールは予め演説に備えて文章を用意しておき、機会が与えられた時にその文章を元に演説をしたと述べている。
ド・ゴールはモントリオール市庁舎のバルコニーに顔を出して大勢の群衆に向けて演説した。演説の中で、ナチス・ドイツの支配からパリが解放された（パリの解放）後に、凱旋した時と似たような雰囲気を感じていると語った。「万歳モントリオール! 万歳ケベック! 」という言葉で演説を締め括るように見えたが、その後に「ケベック万歳･･･自由な! 万歳、万歳、フランス人のカナダ万歳! そしてフランス万歳! 」という絶叫を付け加えた。ド・ゴールはマイクの前に身を乗り出し、それまでよりもゆったりとした口調で、声を大きくしてはっきりと話し、特に「自由な! （libre! ）」の部分で語気を強めた。群衆からは歓喜の声が巻き起こり、ド・ゴールがバルコニーから去った後に「自由ケベック万歳! 」と繰り返し叫んだ。

## 反応
フランスの国家元首によるこの発言は重大な外交儀礼違反と見なされ、批判された。ケベック独立運動を盛り上げ、フランスとカナダの指導者間の緊張を引き起こす結果となった。カナダ首相レスター・B・ピアソンは7月25日にフランス大使館に届け、その日の夕方に全国ネットのテレビで読み上げた公式声明でド・ゴールを激しく非難した。ピアソンは「カナダの人々は自由である。カナダのすべての州は自由である。カナダ人は解放される必要など無い! 実際、何千人にも及ぶカナダ人が二度にわたる世界大戦においてフランスや他のヨーロッパの国々の解放のために命を捧げている」と発言し、この貢献に対する見返りが領土保全を脅かす明白な内政干渉であったことに強い憤りを表明した。
外交上の亀裂はその後も解消されなかった。ド・ゴールはカナダ側からの猛烈な反発に遭い、日程を早めて帰国せざるを得なくなった。彼は演説の翌々日に万博会場を訪問し、フランスの展示館で宴会を開催した。7月26日にはカナダの首都オタワでピアソン首相と会談する当初の予定を変更し、フランス空軍のジェット機でフランスに帰国することにした。
カナダの法務大臣ピエール・トルドーはカナダ首相が「ブルターニュをブルトン人に」と叫んだらフランス側がどう反応するかという疑問について公の場で言及した。ド・ゴールはトルドーに関心を示し、「我々はカナダに住むフランス人のエンティティの敵であるトルドー氏に対しては儀礼においても一切譲歩しない」と述べた。フランスの大部分のマスメディア、特にル・モンド紙はド・ゴールの外交儀礼違反を痛烈に批判した。
一方、ケベック独立運動家からはこの演説は重大な分岐点であったとして高く評価されている。のちのケベック州首相ルネ・レヴェックは静かなる革命の直後に今回の珍事が起きたので、当時政治的にも経済的にもカナダ国内で地位が低かったフランス系カナダ人のその後の行動に多大な影響を与えたとの見解を示している。
ド・ゴールは1969年にブルターニュを訪問した。カンペールではブルトン語によって書かれた彼の叔父（叔父もシャルル・ド・ゴールと呼ばれていた）のブルトン文化への心酔ぶりを表現した詩を朗読した。ブルトン民族主義に対する一連の弾圧を実行した直後のこの詩の朗読によって、群衆から熱烈な喝采を浴びた。ド・ゴールは一方では言語の違いを理由に挙げて英語圏の国カナダからのケベックの「自由」を要求しておきながら、他方ではブルターニュのフランスからの自立の動きを抑圧したため、「二重基準」と非難された。このカンペールでの演説の中で、ド・ゴールはブルターニュは自由であること、ブルトン人とそれ以外のフランス軍の協力によってブルターニュが解放されたこと、ナチス・ドイツ占領下のレジスタンス運動がフランスの他の地域と比較してもブルターニュで特に活発であったこと、多くのブルトン人が自由フランス軍に参加していたことを振り返り、こうした批判をかわそうとした。